# Duchcovi kincs
A Duchcovi kincs (cseh. Duchcovský poklad) egy páratlan kelta ékszerekből álló leletegyüttes Csehország vaskorából (latén).

## A kincs
1879 februárjában a Döllinger barnaszén-bányában termálvíz tört fel. A szerencsétlenség során 64 bányász az életét vesztette, valamint elapadt a teplicei és a duchcovi termálfürdő forrása és az Obří forrás is. 1882-ben a víz kiszivattyúzása során 6 m-es mélységben akadtak a kincsre. Először famaradványok, majd egy bronzbádog edényben és körülötte bronzfibulákat, karkötőket és gyűrűket találtak. Pontos számuk ismeretlen, mivel a hír hallatán hamar gyűjtői magánkezekbe kerültek a kincs darabjai. Egyes becslések szerint 1600 db különféle tárgy kerülhetett elő, ebből legalább 500 (akár ezer fölött is lehetett) fibula, 500-600 karkötő és kb. 50-100 gyűrű. Nagy részük a tudomány látóköréből eltűnt vagy elveszett. A fibulák szerkezetükben hasonlóak, a szakirodalomban duchcovi típusként ismertek. A kincs egyes részei ma cseh múzeumokban (Duchcov, Teplice, Nemzeti Múzeum) és külföldi múzeumokban (Berlin, Bécs, Drezda, London, Mainz, Nürnberg) láthatóak. Egyes feltételezések szerint votív (fogadalmi) ajándék lehetett a meleg forrás ill. a víz kelta isteneihez. A kincs rámutat a Krušné hory (ném. Erzgebirge) sűrűn lakott környékének a latén korban betöltött fontos szerepére. A közeli Bílina-Jenišův Újezd a legnagyobb kelta kori temető Csehországban.